# Otto Thomas Solbrig
Otto Thomas Solbrig (Mar del Plata; 21 de diciembre de 1930-8 de abril de 2023) fue un ecólogo y evolucionista argentino, radicado en Estados Unidos. Se especializó en la biología de las poblaciones vegetales, en particular en la interfase entre ecología, evolución y economía y su relación con el uso de los recursos naturales y la agricultura en América Latina. Además, mantuvo atención sobre la historia económica de la agricultura y de la agroindustria de Argentina.

## Estudios
De 1945 a 1948 realizó sus estudios secundarios en el Liceo Militar General San Martín y antes en el Colegio Nacional Mariano Moreno de la ciudad de Mar del Plata.
En 1954 obtuvo el título de biólogo en la Universidad de La Plata y en 1959 su doctorado en Botánica en la Universidad de California.
Ocupó la cátedra "Profesor Bussey de Biología", en calidad de emérito, en el Departamento de Organísmica y Evolución de la Universidad de Harvard.

## Títulos universitarios y reconocimientos
- Doctor en Filosofía, Universidad de California, Berkeley, 1959
- Master Honoris Causa, Universidad de Harvard, 1969
- Profesor extraordinario honoris causa, Facultad de Agronomía, Universidad Nacional de La Plata, 1991
- Profesor distinguido honoris causa, Universidad Nacional de Mar del Plata, 1993
- Profesor honorario honoris causa, Facultad de Filosofía, Universidad de Buenos Aires, 1995
- Doctor en Agronomía honoris causa, Universidad Nacional de Lomas de Zamora, 1997

Entre los reconocimientos que ha recibido durante su dilatada trayectoria como investigador científico, está el Premio Internacional de Biología, que le fue otorgado en 1998 por la "Asociación Japonesa para la Promoción de la Ciencia" por sus trabajos en biología de la diversidad.

## Publicaciones
Publicó 21 libros y más de 280 artículos en revistas especializadas y generales.
- 1977. Convergent Evolution in Warm Deserts : An Examination of Strategies and Patterns in Deserts of Argentina and the United States. 333 pp. ISBN 0-87933-276-X
- 1979. Introduction to Population Biology & Evolution. 468 pp. ISBN 0-201-06987-3
- 1994. Biodiversity and Global Change. ISBN 0-85198-931-4
- 1996. Biodiversity and Savanna Ecosystem Processes : A Global Perspectives. 233 pp. ISBN 3-540-57949-4
- 1997. En coautoría con Jorge Morello: Argentina Granero Del Mundo, Hasta Cuándo : La Degradación Del Sistema Agroproductivo De La Pampa Húmeda Y Sugerencias Para Su Recuperación. Harvard University, Instituto Nacional de Tecnología Agropecuaria (Argentina), UBA. ISBN 987-99791-2-5
- Solbrig, O. T., R. Sarandon, & W. Bossert. 1990. Effect of density on growth rate and population size of a perennial forest herb. Oecologia Plantarum 11: 263-280.
- Solbrig, O. T. 1991. Ecosystems and Global Environmental Change. In R. W. Corell and P. A. Anderson (eds.) Global Environmental Change, pp. 97-108. Berlín: Springer-Verlag.
- Solbrig, O. T., G. Goldstein, E. Medina, G. Sarmiento &J. Silva. 1992. Responses of Tropical Savannas to Stress and Disturbance: A Research Approach. In M. Wali (ed.) Environmental Rehabilitation, vol. 2, pp. 63-73. Netherlands: SPB Academic Publishing.
- Solbrig, O. T. (ed.) 1991. From Genes to Ecosystems: A Research Agenda for Biodiversity. Paris: IUBS. 128 pp.
- Solbrig, O. T. 1993. Evolution of Functional Groups in Plants. In D. Schulze and H. A. Mooney (eds.), The function of Biodiversity in Ecosystems. Heidelberg: Springer
- Solbrig, O. T. 1990. Conservation and Development in Tropical South America. Harvard Papers in Botany 2: 1-10.
- Solbrig, O. T. 1992. Biodiversity, global change and scientific integrity. J. Biogeography 19: 1-2.
- Solbrig, O. T. 1993. Ecological constraints to Savanna land use. In M. D. Young and O. T. Solbrig (eds.) The World's Savannas: Economic Driving Forces Ecological Constrainte pp. 21-48. Paris: Parthenon Press.
- Solbrig, O. T. & D. J. Solbrig. 1994. So Shall you Reap. Washington, D.C.: Island Press.
- Solbrig, O. T., E.,Medina & J. Silva, (eds.). 1995. Biodiversity and Savanna Ecosystem Processes: A Global Perspective . Heidelberg: Springer Verlag (in press).

## Descripciones de especies
Hasta junio de 2008, Otto Solbrig ha descrito algo más de 30 especies nuevas para la ciencia, particularmente de la familia de las asteráceas.